# Curtis Rowe
Curtis Rowe, Jr. (ur. 2 lipca 1949 w Bessemer) – amerykański koszykarz, występujący na pozycji skrzydłowego, uczestnik meczu gwiazd NBA.
Jest jednym z zaledwie 4 zawodników w historii NCAA, którzy byli zawodnikami wyjściowymi w trzech składach mistrzowskich. Pozostali to jego koledzy z drużyny UCLA: Lew Alcindor, Henry Bibby oraz Lynn Shackelford.
Po ukończeniu uczelni został wybrany w dwóch draftach, NBA z numerem 11 przez Detroit Pistons oraz ABA przez Dallas Chaparrals.

## Osiągnięcia
NCAA
- 3-krotny mistrz NCAA (1969–1971)[2]
- Zaliczony do:
  - II składu All-American (1971)[3]
  - I składu:
    - turnieju NCAA (1970)[4]
    - All-Pac-8 (1969, 1971)

NBA
- Uczestnik meczu gwiazd NBA (1976)[5]